# János Balogh
János Balogh (Debrecen, 29 november 1982) is een Hongaars voetbaldoelman die sinds 2009 voor de Schotse eersteklasser Heart of Midlothian FC uitkomt. Voordien speelde hij onder meer voor Debreceni VSC en FC Sopron. Met Debreceni werd hij landskampioen in 2007 en won hij één keer de Supercup (2007) en tweemaal de Hongaarse voetbalbeker (2001 en 2008). Met Sopron won hij de beker in 2005.

## Interlandcarrière
Balogh speelde op 12 september 2007 een interland tegen Turkije voor de Hongaarse nationale ploeg.